# Sibirisk grynsnäcka
Sibirisk grynsnäcka (Vertigo extima) är en snäckart som först beskrevs av Westerlund 1877.  Sibirisk grynsnäcka ingår i släktet Vertigo, och familjen grynsnäckor. Enligt den finländska rödlistan är arten sårbar i Finland. Arten är reproducerande i Sverige. Artens livsmiljö är våtmarker i fjällen (myrar, stränder, snölegor).